# Singles de Ivete Sangalo
A discografia de singles da cantora Ivete Sangalo compreende quarenta e nove singles próprios, deseseis participações, sendo três delas lançadas para arrecadar funtos para caridade, onze singles promocionais, seis não-singles com posições nas paradas, além de outras canções em trilhas sonoras e colaborações em álbuns de outros artistas. Em 1999 Ivete Sangalo estreou com single, "Tá Tudo Bem", do seu álbum de estreia ainda foram lançadas as canções "Tá Tudo Bem" e "Tô na Rua". Em 2000 alcança o segundo lugar com os singles "Pererê" e "A Lua Q Eu Te Dei", presentes no álbum Beat Beleza, dois dos maiores sucessos de sua carreira, tendo ainda bem colocadas as canções "Bug, Bug, Bye, Bye" e "Empurra, Empurra", porém sendo o único álbum da cantora à não receber nenhum certificado por venda de canções. Em 2002 lança "Festa", presente no álbum com mesmo título. A canção alcança a primeira posição e se torna a primeira a receber o disco de diamante. No mesmo ano conquista o segundo lugar com "Penso" e "Back at One", com participação do cantor estadunidense Brian McKnight.
Em 2003 conquista o terceiro primeiro lugar da carreira com "Sorte Grande", seu segundo maior sucesso, recebendo também disco de platina pela canção. Ainda foram lançadas as canções "Somente Eu e Você" e "Você e Eu, Eu e Você", porém ambas acabam por falhar na tentativa de alcançar uma posição acima do Top 20. Em 2004 para seu primeiro álbum ao vivo MTV Ao Vivo - Ivete Sangalo, escolhe como carro-chefe a canção "Flor do Reggae", que atinge a primeira colocação. Junto com "Céu da Boca", que tem participação de Gilberto Gil, e "Faz Tempo", ambas segundo lugar no Hot 100 Brasil, as três canções atingem o disco de platina no Brasil. Em 2005 grava "Soy Loco Por Ti América" como parte da trilha sonora da novela América, atingindo apenas a posição vinte e nove. No mesmo ano conquista duas primeiras posições com as canções "Abalou" e "Quando a Chuva Passar", atingindo também a posição número seis com "A Galera". Além disso Ivete lança uma versão de "Chorando Se Foi", lambada famosa em 1989 na voz do grupo Kaoma. Entre 2006 e 2008 passa a trabalhar em seu segundo álbum ao vivo, Multishow Ao Vivo - Ivete No Maracanã, lançando sete singles de onde quatro atingiram a primeira posição: "Berimbau Metalizado", "Completo", "Deixo" e "Não Precisa Mudar", se tornando a primeira artista feminina a colocar quatro canções do mesmo álbum na primeira posição no Hot 100 Brasil. Além disso as canções "Ilumina" e "País Tropical" conseguem a sexta posição e "Não Quero Dinheiro (Só Quero Amar)" a terceira.
Em 2009 lança sua décima primeira canção a alcançar o primeiro lugar no Hot 100 Brasil, "Cadê Dalila", que também alcança na Billboard Brasil. Ainda para o álbum Pode Entrar destacaram-se "Agora Eu Já Sei", primeiro lugar no Hot 100 Brasil e primeiro na Billboard Brasil, e "Na Base do Beijo", a 13ª canção de Ivete Sangalo a atingir o topo da parada brasileira, tornando a primeira artista feminina a realizar tal feito e a terceira na história. Em 2010 para o Festival de Verão Salvador é liberada a canção "Lobo Mau (Vou te Comer)", não inclusa à nenhum trabalho de Ivete. Entre 2010 e 2011 para seu terceiro álbum ao vivo são lançadas as canções "Acelera Aê (Noite do Bem)", que atinge o primeiro lugar, "Desejo de Amar", nona posição, e "Pensando em Nós Dois", décima nona.

## Como artista principal

### Década de 1990
| "Tá Tudo Bem"                                                                                        | 1999 | [ nota 1 ] | [ nota 1 ] | Ivete Sangalo |
| "Canibal"                                                                                            | 1999 | [ nota 1 ] | [ nota 1 ] | Ivete Sangalo |
| "—" denota singles que não entraram nas paradas musicais ou não foram lançados em determinado local. |      |            |            |               |

### Década de 2000
| Título                                                                                               | Ano  | Posições   | Posições     | Posições | Posições | Posições | Posições | Certificações     | Álbum                                     |
| Título                                                                                               | Ano  | BRA        | BRA Salvador | ARG      | EUR      | PAR      | POR      | Certificações     | Álbum                                     |
| --- | ---- | ---------- | ------------ | -------- | -------- | -------- | -------- | ----------------- | ----------------------------------------- |
| "Se Eu Não Te Amasse Tanto Assim"                                                                    | 2000 | [ nota 2 ] | [ nota 2 ]   | —        | —        | —        | 49       | - PMB: Ouro       | Ivete Sangalo                             |
| "Tô na Rua"                                                                                          | 2000 | [ nota 2 ] | [ nota 2 ]   | —        | —        | —        | —        |                   | Ivete Sangalo                             |
| "Back at One" (com Brian McKnight)                                                                   | 2000 | [ nota 2 ] | [ nota 2 ]   | —        | —        | —        | —        |                   | Back at One                               |
| "Pererê"                                                                                             | 2000 | [ nota 2 ] | [ nota 2 ]   | —        | —        | —        | —        |                   | Beat Beleza                               |
| "A Lua Q Eu T Dei"                                                                                   | 2001 | [ nota 2 ] | [ nota 2 ]   | —        | —        | —        | —        |                   | Beat Beleza                               |
| "Bug, Bug, Bye, Bye"                                                                                 | 2001 | [ nota 2 ] | [ nota 2 ]   | —        | —        | —        | —        |                   | Beat Beleza                               |
| "Empurra-Empurra"                                                                                    | 2001 | [ nota 2 ] | [ nota 2 ]   | —        | —        | —        | —        |                   | Beat Beleza                               |
| "Festa"                                                                                              | 2001 | [ nota 2 ] | [ nota 2 ]   | —        | —        | —        | —        | - PMB: Diamante   | Festa                                     |
| "Penso"                                                                                              | 2002 | [ nota 2 ] | [ nota 2 ]   | —        | —        | —        | —        |                   | Festa                                     |
| "Astral"                                                                                             | 2002 | [ nota 2 ] | [ nota 2 ]   | —        | —        | —        | —        |                   | Festa                                     |
| "Somente Eu e Você"                                                                                  | 2003 | [ nota 2 ] | [ nota 2 ]   | —        | —        | —        | —        |                   | Clube Carnavalesco Inocentes em Progresso |
| "Sorte Grande"                                                                                       | 2003 | [ nota 2 ] | [ nota 2 ]   | —        | —        | —        | —        | - PMB: Platina    | Clube Carnavalesco Inocentes em Progresso |
| "Flor do Reggae"                                                                                     | 2004 | [ nota 2 ] | [ nota 2 ]   | —        | 59       | —        | 1        | - PMB: Platina    | MTV Ao Vivo                               |
| "Faz Tempo"                                                                                          | 2004 | [ nota 2 ] | [ nota 2 ]   | —        | —        | —        | —        |                   | MTV Ao Vivo                               |
| "Céu da Boca" (part. Gilberto Gil)                                                                   | 2004 | [ nota 2 ] | [ nota 2 ]   | —        | —        | —        | —        | - PMB: Platina    | MTV Ao Vivo                               |
| "Abalou"                                                                                             | 2005 | [ nota 2 ] | [ nota 2 ]   | —        | —        | —        | —        | - PMB: 2× Platina | As Super Novas                            |
| "Não Me Conte Seus Problemas" (com Banda Eva)                                                        | 2005 | [ nota 2 ] | [ nota 2 ]   | —        | —        | —        | —        | - PMB: Platina    | Banda Eva 25 Anos Ao Vivo                 |
| "Chorando Se Foi"                                                                                    | 2005 | [ nota 2 ] | [ nota 2 ]   | —        | —        | —        | —        |                   | As Super Novas                            |
| "A Galera"                                                                                           | 2006 | [ nota 2 ] | [ nota 2 ]   | —        | —        | —        | —        |                   | As Super Novas                            |
| "Quando a Chuva Passar"                                                                              | 2006 | [ nota 2 ] | [ nota 2 ]   | —        | —        | —        | —        | - PMB: Platina    | As Super Novas                            |
| "Berimbau Metalizado"                                                                                | 2006 | [ nota 2 ] | [ nota 2 ]   | —        | —        | —        | —        | - PMB: Diamante   | Ivete no Maracanã                         |
| "Completo"                                                                                           | 2007 | [ nota 2 ] | [ nota 2 ]   | —        | —        | —        | —        | - PMB: Platina    | Ivete no Maracanã                         |
| "Não Precisa Mudar" (part. Saulo Fernandes)                                                          | 2007 | [ nota 2 ] | [ nota 2 ]   | —        | —        | —        | —        | - PMB: Diamante   | Ivete no Maracanã                         |
| "Deixo"                                                                                              | 2007 | [ nota 2 ] | [ nota 2 ]   | —        | —        | —        | 42       | - PMB: Ouro       | Ivete no Maracanã                         |
| "Ilumina"                                                                                            | 2007 | [ nota 2 ] | [ nota 2 ]   | —        | —        | —        | —        |                   | Ivete no Maracanã                         |
| "Não Me Faça Esperar"                                                                                | 2008 | [ nota 2 ] | [ nota 2 ]   | —        | —        | —        | —        |                   | Pode Entrar                               |
| "País Tropical"                                                                                      | 2008 | [ nota 2 ] | [ nota 2 ]   | —        | —        | —        | —        |                   | Ivete no Maracanã                         |
| "Não Quero Dinheiro"                                                                                 | 2008 | [ nota 2 ] | [ nota 2 ]   | —        | —        | —        | —        |                   | Ivete no Maracanã                         |
| "Cadê Dalila?"                                                                                       | 2008 | 1          | 1            | —        | —        | —        | —        |                   | Pode Entrar                               |
| "Agora Eu Já Sei" (solo ou part. Diego Torres)                                                       | 2009 | 2          | 1            | 4        | —        | 3        | 47       |                   | Pode Entrar                               |
| "Quanto ao Tempo" (part. Carlinhos Brown)                                                            | 2009 | 30         | 6            | —        | —        | —        | —        |                   | Pode Entrar                               |
| "Na Base do Beijo"                                                                                   | 2009 | 1          | 1            | —        | —        | —        | —        |                   | Pode Entrar                               |
| "—" denota singles que não entraram nas paradas musicais ou não foram lançados em determinado local. |      |            |              |          |          |          |          |                   |                                           |

### Década de 2010
| "Lobo Mau (Vou te Comer)"                                                                            | 2010 | 18 | 1  | Tabela musical oficial criada apenas em 2018 | —  | —  |                   | Não adicionado à nenhum álbum          |
| "Meu Segredo"                                                                                        | 2010 | 13 | 1  | Tabela musical oficial criada apenas em 2018 | —  | —  |                   | Pode Entrar                            |
| "Acelera Aê (Noite do Bem)"                                                                          | 2010 | 10 | 1  | Tabela musical oficial criada apenas em 2018 | —  | 35 |                   | Ivete Sangalo no Madison Square Garden |
| "Desejo de Amar"                                                                                     | 2011 | 74 | 2  | Tabela musical oficial criada apenas em 2018 | —  | —  |                   | Ivete Sangalo no Madison Square Garden |
| "Química do Amor" (com Luan Santana)                                                                 | 2011 | 1  | 1  | Tabela musical oficial criada apenas em 2018 | —  | —  |                   | Luan Santana Ao Vivo no Rio            |
| "Eu Nunca Amei Alguém como Te Amei"                                                                  | 2011 | 18 | 8  | Tabela musical oficial criada apenas em 2018 | —  | —  |                   | Fina Estampa                           |
| "Pensando em Nós Dois" (part. Seu Jorge)                                                             | 2011 | 17 | 1  | Tabela musical oficial criada apenas em 2018 | —  | —  |                   | Ivete Sangalo no Madison Square Garden |
| "Qui Belê"                                                                                           | 2011 | 64 | 3  | Tabela musical oficial criada apenas em 2018 | —  | —  |                   | Ivete Sangalo no Madison Square Garden |
| "No Brilho Desse Olhar"                                                                              | 2012 | 22 | 1  | Tabela musical oficial criada apenas em 2018 | —  | 34 |                   | Real Fantasia                          |
| "Dançando" (solo ou part. Shakira)                                                                   | 2013 | 16 | 1  | Tabela musical oficial criada apenas em 2018 | —  | —  |                   | Real Fantasia                          |
| "Vejo o Sol e a Lua"                                                                                 | 2013 | 83 | 1  | Tabela musical oficial criada apenas em 2018 | —  | —  |                   | Real Fantasia                          |
| "Tempo de Alegria"                                                                                   | 2013 | 10 | 1  | Tabela musical oficial criada apenas em 2018 | —  | —  |                   | Ivete Sangalo 20 anos                  |
| "Deusas do Amor" (com Claudia Leitte)                                                                | 2014 | 74 | 1  | Tabela musical oficial criada apenas em 2018 | —  | —  | - PMB: Ouro       | Não adicionado à nenhum álbum          |
| "Amor Que Não Sai"                                                                                   | 2014 | 21 | 1  | Tabela musical oficial criada apenas em 2018 | —  | —  |                   | Ivete Sangalo 20 anos                  |
| "Beijo de Hortelã"                                                                                   | 2014 | 46 | 1  | Tabela musical oficial criada apenas em 2018 | —  | —  |                   | Ivete Sangalo 20 anos                  |
| "Pra Frente"                                                                                         | 2014 | 94 | 1  | Tabela musical oficial criada apenas em 2018 | —  | —  |                   | Ivete Sangalo 20 anos                  |
| "Só Num Sonho"                                                                                       | 2015 | 40 | 1  | Tabela musical oficial criada apenas em 2018 | —  | —  |                   | Ivete Sangalo 20 anos                  |
| "O Farol"                                                                                            | 2015 | 39 | 1  | Tabela musical oficial criada apenas em 2018 | —  | —  |                   | Acústico em Trancoso                   |
| "Mais e Mais"                                                                                        | 2016 | 63 | 1  | Tabela musical oficial criada apenas em 2018 | —  | —  |                   | Acústico em Trancoso                   |
| "Zero a Dez" (part. Luan Santana)                                                                    | 2016 | 50 | 1  | Tabela musical oficial criada apenas em 2018 | —  | —  | - PMB: Ouro       | Acústico em Trancoso                   |
| "O Doce"                                                                                             | 2016 | —  | 1  | Tabela musical oficial criada apenas em 2018 | —  | —  |                   | Acústico em Trancoso                   |
| "À Vontade" (part. Wesley Safadão)                                                                   | 2017 | —  | 12 | —                                            | —  | —  | - PMB: Ouro       | Duetos 2                               |
| "Cheguei Pra Te Amar" / "Yo Te Vine a Amar" (part. MC Livinho ou Sebastián Yatra)                    | 2017 | —  | 12 | 2                                            | 45 | —  | - PMB: Platina    | Duetos 2                               |
| "No Groove" (part. Psirico)                                                                          | 2018 | —  | 2  | 4                                            | —  | —  |                   | Não adicionado à nenhum álbum          |
| "Um Sinal" (part. Melim)                                                                             | 2018 | —  | 3  | —                                            | —  | —  | - PMB: 2× Platina | Não adicionado à nenhum álbum          |
| "Teleguiado"                                                                                         | 2018 | —  | 1  | 2                                            | —  | —  |                   | Live Experience                        |
| "Mainha Gosta Assim" (part. Léo Santana)                                                             | 2019 | —  | 1  | 8                                            | —  | —  | - PMB: Ouro       | Live Experience                        |
| "Lambada (Corpo Molinho)" (part. Claudia Leitte)                                                     | 2019 | —  | 1  | 6                                            | —  | —  |                   | Live Experience                        |
| "—" denota singles que não entraram nas paradas musicais ou não foram lançados em determinado local. |      |    |    |                                              |    |    |                   |                                        |

### Década de 2020
| "O Mundo Vai"                                                                                        | 2020 | 90 | 1 | 1 | 200 | - PMB: Ouro | O Mundo Vai               |
| "Dura na Queda"                                                                                      | 2020 | —  | — | — | —   |             | Adicionado à nenhum álbum |
| "Mulheres não Tem que Chorar" (com Emicida)                                                          | 2020 | —  | — | — | —   |             | Adicionado à nenhum álbum |
| "Não Pode Parar" (part. Mc Zaac)                                                                     | 2020 | —  | — | — | —   |             | Adicionado à nenhum álbum |
| "Tá Solteira, Mas Não tá Sozinha" (part. Harmonia do Samba)                                          | 2021 | —  | 1 | 1 | —   | - PMB: Ouro | Adicionado à nenhum álbum |
| "Mexe a Cabeça" (part. Carlinhos Brown)                                                              | 2021 | —  | — | — | —   |             | Onda Boa                  |
| "Onda Poderosa" (part. Gloria Groove)                                                                | 2022 | —  | — | — | —   |             | Onda Boa                  |
| "Tudo Bateu" (part. Vanessa da Mata)                                                                 | 2022 | —  | — | — | —   |             | Onda Boa                  |
| "Salve Baby" (part. Iza)                                                                             | 2022 | —  | — | — | —   |             | Onda Boa                  |
| "Cria da Ivete"                                                                                      | 2023 | 71 | — | — | —   |             | Chega Mais                |
| "Macetando" (part. Ludmilla)                                                                         | 2023 | 1  | 1 | 1 | 3   |             | ReIvete-Se                |
| "—" denota singles que não entraram nas paradas musicais ou não foram lançados em determinado local. |      |    |   |   |     |             |                           |

## Como artista convidada
| "El Ultimo Adios (The Last Goodbye)" (com Artistas Pelos Ataques de 11/09[B])                                                          | 2001 | [ nota 3 ] | [ nota 3 ] | — |                   | Não adicionado à nenhum álbum |
| "Loucuras de Uma Paixão" (Jorge Aragão part. Ivete Sangalo)                                                                            | 2002 | [ nota 3 ] | [ nota 3 ] | — |                   | Ao Vivo Convida               |
| "Cai Dentro" (Margareth Menezes part. Ivete Sangalo e Daniela Mercury)                                                                 | 2003 | [ nota 3 ] | [ nota 3 ] | — |                   | Afropopbrasileiro             |
| "Pintou Harmonia" (Harmonia do Samba part. Ivete Sangalo)                                                                              | 2005 | [ nota 3 ] | [ nota 3 ] | — |                   | Ao Vivo em Salvador           |
| "Amor Que Fica" (Zezé di Camargo & Luciano part. Ivete Sangalo)                                                                        | 2007 | [ nota 3 ] | [ nota 3 ] | — |                   | Diferente                     |
| "Onde Você Se Esconde" (Netinho part. Ivete Sangalo)                                                                                   | 2007 | [ nota 3 ] | [ nota 3 ] | — |                   | Por Inteiro                   |
| "Além Mar" (Asa de Águia part. Ivete Sangalo)                                                                                          | 2008 | [ nota 3 ] | [ nota 3 ] | — |                   | Asa de Águia 20 Anos          |
| "Farrauê" (Asa de Águia part. Ivete Sangalo)                                                                                           | 2008 | [ nota 3 ] | [ nota 3 ] | — |                   | Asa de Águia 20 Anos          |
| "Estrela Cadente" (Alexandre Pires part. Ivete Sangalo)                                                                                | 2008 | [ nota 3 ] | [ nota 3 ] | — |                   | Em Casa                       |
| "E Agora Nós?" (Sorriso Maroto part. Ivete Sangalo)                                                                                    | 2009 | 56         | —          | — |                   | Sinais                        |
| "Hey!" (Mango Groove part. Ivete Sangalo)                                                                                              | 2010 | —          | —          | — |                   | Bang The Drum                 |
| "Parente do Avião" (Carlinhos Brown part. Daniela Mercury, Ivete Sangalo, Margareth Menezes, Claudia Leitte, Armandinho e Luiz Caldas) | 2010 | —          | —          | — |                   | Não adicionado à nenhum álbum |
| "Creo en America" (Diego Torres part. Ivete Sangalo e Choc Quib Town)                                                                  | 2011 | —          | —          | 1 |                   | Distinto                      |
| "Carinho de Verdade" (com Artistas contra a Violência Sexual Infantil[C])                                                              | 2011 | —          | —          | — |                   | Não adicionado à nenhum álbum |
| "Losing Control" (Miss Cady part. Ivete Sangalo & Nick London)                                                                         | 2012 | —          | —          | — |                   | O Carnaval de Ivete Sangalo   |
| "O Povo Inteiro" (Jammil e Uma Noites part. Ivete Sangalo)                                                                             | 2012 | —          | —          | — |                   | Jammil na Real                |
| "Te Quero Delícia" (Psirico part. Ivete Sangalo)                                                                                       | 2012 | —          | —          | — |                   | Ao Vivo em São Paulo          |
| "Mixturação" (Carlinhos Brown part. Ivete Sangalo)                                                                                     | 2012 | —          | 8          | — |                   | Mixturada Brasileira          |
| "No Me Compares" (Alejandro Sanz part. Ivete Sangalo)                                                                                  | 2012 | 5          | 2          | — |                   | La Música No Se Toca          |
| "Sol da Minha Vida" (Naldo Benny part. Ivete Sangalo)                                                                                  | 2014 | 22         | —          | — |                   | Multishow Ao Vivo Naldo Benny |
| "Nossa Cor" (Parangolé part. Ivete Sangalo)                                                                                            | 2014 | 67         | 1          | — |                   | Ao Vivo em Porto Seguro       |
| "Vingança do Amor" (Pablo part. Ivete Sangalo)                                                                                         | 2014 | 57         | 2          | — |                   | É Só Dizer Que Sim            |
| "Raiz de Todo Bem" (com Artistas pelos 30 Anos de Axé)                                                                                 | 2014 | —          | 8          | — |                   | Não adicionado à nenhum álbum |
| "Amiga Irmã" (Preta Gil part. Ivete Sangalo)                                                                                           | 2014 | —          | —          | — |                   | Bloco da Preta                |
| "Agora Chora" (Torres da Lapa part. Ivete Sangalo)                                                                                     | 2015 | —          | —          | — |                   | Meus Queridos                 |
| "Parece Que o Vento" (Wesley Safadão part. Ivete Sangalo)                                                                              | 2015 | 94         | 3          | — |                   | Ao Vivo em Brasília           |
| "Você Me Encantou Demais" (Natiruts part. Ivete Sangalo)                                                                               | 2016 | 46         | —          | — |                   | Natiruts Reggae Brasil        |
| "Amor Novo" (Joelma part. Ivete Sangalo)                                                                                               | 2017 | —          | —          | — |                   | Avante                        |
| "Revoltada" (Solange Almeida part. Ivete Sangalo)                                                                                      | 2017 | 54         | —          | — |                   | Sentimentos de Mulher         |
| "Avisa que Eu Cheguei" (Naiara Azevedo part. Ivete Sangalo)                                                                            | 2017 | 1          | —          | — | - PMB: 2× Platina | Contraste                     |
| "Ioiô" (Dilsinho part. Ivete Sangalo)                                                                                                  | 2018 | 48         | 4          | — | - PMB: Platina    | Terra do Nunca                |
| "Culpa do Meu Coração" (Targino Gondim part. Ivete Sangalo)                                                                            | 2019 | —          | —          | — |                   | Targino Sem Limites           |
| "Bem-Vindo, Amor" (Banda Eva part. Ivete Sangalo)                                                                                      | 2019 | —          | —          | — |                   | Eva 4.0                       |
| "Empoeirado Violão" (Turma do Pagode part. Ivete Sangalo)                                                                              | 2019 | —          | —          | — |                   | Todo Seu                      |
| "Pulando na Pipoca" (Ludmilla part. Ivete Sangalo)                                                                                     | 2020 | —          | —          | — | - PMB: Ouro       | Não adicionado à nenhum álbum |
| "Liquidificação" (Sarajane part. Ivete Sangalo)                                                                                        | 2020 | —          | —          | — |                   | Não adicionado à nenhum álbum |
| "Nem um Pouco Maluco" (Rode Torres part. Ivete Sangalo)                                                                                | 2020 | —          | —          | — |                   | O Novo: Ao Vivo               |
| "Pra Vida Inteira" (Silva part. Ivete Sangalo)                                                                                         | 2020 | —          | —          | — |                   | Não adicionado à nenhum álbum |
| "Chega Diferente" (Atitude 67 part. Ivete Sangalo)                                                                                     | 2020 | —          | —          | — |                   | Não adicionado à nenhum álbum |
| "Aglomeração a 2" (Gabriel, o Pensador part. Ivete Sangalo)                                                                            | 2020 | —          | —          | — |                   | Não adicionado à nenhum álbum |
| "Me Devendo um Beijo" (Maurício Manieri part. Ivete Sangalo)                                                                           | 2020 | —          | —          | — |                   | Classics, Vol. 1              |
| "Mãe" (As Baías part. Ivete Sangalo)                                                                                                   | 2021 | —          | —          | — |                   | Não adicionado à nenhum álbum |
| "Retrovisor" (Padre Fábio de Melo part. Ivete Sangalo)                                                                                 | 2021 | —          | —          | — |                   | Não adicionado à nenhum álbum |
| "Hoy" (Diego Torres part. Ivete Sangalo)                                                                                               | 2021 | —          | —          | — |                   | Atlántico a Pie               |
| "White Christmas" (Daniel Boaventura part. Ivete Sangalo)                                                                              | 2021 | —          | —          | — |                   | Christmas is Coming           |
| "Lovezinho" (Pabllo Vittar part. Ivete Sangalo)                                                                                        | 2022 | —          | —          | — |                   | I Am Pabllo                   |
| "Vamo ou Bora?" (Xanddy part. Ivete Sangalo)                                                                                           | 2022 | —          | —          | — |                   | Adicionado à nenhum álbum     |
| "Bolo Doido" (com Claudia Leitte) | 2022 | —          | —          | — |                   | REALVERSO: Lado A             |
| "—" denota singles que não entraram nas paradas musicais ou não foram lançados em determinado local.                                   |      |            |            |   |                   |                               |

## Singlespromocionais
| "Medo de Amar" (part. Ed Motta ou Tó Cruz)                                                           | 1999 | [ nota 4 ] | [ nota 4 ] | Ivete Sangalo                             |
| "Beat Beleza"                                                                                        | 2000 | [ nota 4 ] | [ nota 4 ] | Beat Beleza                               |
| "Tum, Tum, Goiaba"                                                                                   | 2002 | [ nota 4 ] | [ nota 4 ] | Festa                                     |
| "Você e Eu, Eu e Você (Juntinhos)"                                                                   | 2003 | [ nota 4 ] | [ nota 4 ] | Clube Carnavalesco Inocentes em Progresso |
| "Soy Loco Por Ti América"                                                                            | 2005 | [ nota 4 ] | [ nota 4 ] | As Super Novas                            |
| "Pra Falar de Você"                                                                                  | 2012 | —          | —          | Ivete Sangalo no Madison Square Garden    |
| "Me Levem Embora"                                                                                    | 2012 | —          | —          | Real Fantasia                             |
| "Balançando Diferente"                                                                               | 2012 | —          | —          | Real Fantasia                             |
| "Prontas pra Divar" (com Claudia Leitte)                                                             | 2015 | 1          | 1          | Não adicionado à nenhum álbum             |
| "Azul da Cor do Mar"                                                                                 | 2015 | —          | 1          | Viva Tim Maia!                            |
| "Transformar" (com Calum Scott)                                                                      | 2016 | —          | —          | Não adicionado à nenhum álbum             |
| "Simples Assim"                                                                                      | 2017 | —          | 30         | Não adicionado à nenhum álbum             |
| "Localizei"                                                                                          | 2020 | —          | —          | Não adicionado à nenhum álbum             |
| "Só Love Na Cabeça"                                                                                  | 2023 | —          | —          | Chega Mais                                |
| "—" denota singles que não entraram nas paradas musicais ou não foram lançados em determinado local. |      |            |            |                                           |

## Outras aparições
| Canção                                                  | Ano  | Outro(s) Artista(s) | Álbum                                            | Ref.    |
| ------------------------------------------------------- | ---- | --- | ------------------------------------------------ | ------- |
| "Seo Zé"                                                | 1998 | Daniela Mercury e Marisa Orth | Brasil São Outros 500                            | [ 55 ]  |
| "Vai Brasil"                                            | 1998 | Gera Samba | França 98: Brasil Pentacampeão                   | [ 56 ]  |
| "Cartão de Natal 98"                                    | 1998 | Jota Quest, Pato Fu, É o Tchan! e Fat Family | 14 Hits Da Pan                                   | [ 57 ]  |
| "A Girafa"                                              | 1999 | — | A Arca Dos Bichos                                | [ 58 ]  |
| "A Arca"                                                | 1999 | Sandy, Zeca Baleiro, Paulo Ricardo, Carla Visi, Claudinho & Buchecha, Netinho, Beto Jamaica e Gil | A Arca Dos Bichos                                | [ 58 ]  |
| "Frisson"                                               | 1999 | Ketama | Toma Ketama!                                     | [ 59 ]  |
| "Deixa a Menina"                                        | 1999 | — | Songbook Chico Buarque - Vol. 1                  | [ 60 ]  |
| "Amar Quem Já Amei"                                     | 2000 | Zé Ramalho | Nação Nordestina                                 | [ 61 ]  |
| "Jesus Verbo Não Substantivo"                           | 2000 | Padre Marcelo Rossi, Jota Quest, Claudinho & Buchecha, KLB, Maurício Manieri, Alexandre Pires, Daniel, Zezé Di Camargo & Luciano, Adryana Ribeiro, Bruno & Marrone, Chitãozinho & Xororó, Padre Antônio Maria, Art Popular, Belo, Byafra, Chrystian & Ralf, Dudu Nobre, Exaltasamba, Jerry Adriani, Joanna, Karametade, Katinguelê, Molejo, Negritude Jr., Netinho, Peninha, Pepê & Neném, Pixote, Os Travessos, Rodrigo Faro, Swing & Simpatia, Waguinho e Kiloucura | Jesus Verbo Não Substantivo                      | [ 62 ]  |
| "Rosa"                                                  | 2000 | Olodum | A Música do Olodum - 20 Anos                     | [ 63 ]  |
| "Suíte dos Pescadores"                                  | 2000 | Daniela Mercury, Moraes Moreira e Elba Ramalho | Brasil 500 Anos                                  | [ 64 ]  |
| "Hino Nacional Brasileiro"                              | 2000 | Sandy & Junior, Daniel, Chitãozinho & Xororó, Moraes Moreira, Titãs, Elba Ramalho, Daniela Mercury, Barão Vermelho, Elza Soares, Paulo Ricardo, Maurício Manieri, Raimundos, Fat Family, Os Paralamas do Sucesso e Ivan Lins | Brasil 500 Anos                                  | [ 64 ]  |
| "Fullgás"                                               | 2001 | — | Um Barzinho, Um Violão - Ao Vivo                 | [ 65 ]  |
| "O Sal da Terra"                                        | 2001 | Roupa Nova | Ouro de Minas                                    | [ 66 ]  |
| "Narizinho"                                             | 2001 | — | Sítio do Pica-pau Amarelo                        | [ 67 ]  |
| "Me Liga"                                               | 2002 | — | Um Barzinho, Um Violão - Ao Vivo 2               | [ 68 ]  |
| "Trem das Onze"                                         | 2002 | Demônios da Garoa | Casa de Samba - Ao Vivo                          | [ 69 ]  |
| "Minha Nossa Senhora"                                   | 2002 | José Maurício Machline | Mania de Vocês                                   | [ 70 ]  |
| "Avisa a Vizinha (Vixe Maria)"                          | 2002 | Ara Ketu | Ensaio do Araketu                                | [ 71 ]  |
| "Por Causa de Você Menina"                              | 2003 | Jorge Ben Jor | The Smoothest Tunes For The Coolest People       | [ 72 ]  |
| "Racional Culture"                                      | 2003 | Davi Moraes | Papo Macaco                                      | [ 73 ]  |
| "Papá Papet"                                            | 2003 | Timbalada | Pure Brazil: Tribal Bahia                        | [ 74 ]  |
| "Tan Solo Tú Y You (Moonglow)"                          | 2003 | — | Kubanacan                                        |         |
| "Te Amar É Preciso (Peixinho)"                          | 2003 | — | Axé Bahia 2003                                   | [ 75 ]  |
| "Bate o Sino"                                           | 2003 | — | Siga Aquela Estrela                              | [ 76 ]  |
| "I'm Still in Love With You"                            | 2004 | Davi Moraes | Orixá Mutante                                    | [ 77 ]  |
| "Toque de Timbaleiro"                                   | 2005 | Timbalada | Novo Millennium                                  | [ 78 ]  |
| "Como Tu"                                               | 2005 | Margareth Menezes | Pra Você                                         | [ 79 ]  |
| "Se Eu Não Te Amasse Tanto Assim"                       | 2005 | Roberto Carlos | Roberto Carlos - Duetos                          | [ 80 ]  |
| "Manda Ver / Flores (Sonho Épico)"                      | 2005 | Banda Eva | Banda Eva 25 Anos Ao Vivo                        | [ 81 ]  |
| "Eva"                                                   | 2005 | Banda Eva, Emanuelle Araújo, Durval Lelys, Luiz Caldas, Ricardo Chaves e Marcionílio | Banda Eva 25 Anos Ao Vivo                        | [ 81 ]  |
| "Ajayô"                                                 | 2005 | Luiz Caldas | Ao Vivo em Salvador                              | [ 82 ]  |
| "Se Eu Não Te Amasse Tanto Assim"                       | 2006 | Roberto Carlos | Roberto Carlos: Duetos                           | [ 83 ]  |
| "Brasileiro"                                            | 2006 | — | Brazil The Women's Voice                         | [ 84 ]  |
| "Beijinho Doce"                                         | 2006 | Chitãozinho & Xororó e Margareth Menezes | Vida Marvada                                     | [ 85 ]  |
| "Coisas Maravilhosas"                                   | 2006 | — | Xuxa Gêmeas                                      | [ 86 ]  |
| "Brasil Pandeiro"                                       | 2007 | Beth Carvalho | Beth Carvalho Canta o Samba da Bahia             | [ 87 ]  |
| "Tempos Modernos"                                       | 2007 | Netinho | Por Inteiro                                      | [ 88 ]  |
| "Não Tenho Lágrimas"                                    | 2007 | Juan Luis Guerra | Cidade do Samba                                  |         |
| "Simples Carinho"                                       | 2007 | Hebe Camargo | As Mais Gostosas da Hebe                         | [ 89 ]  |
| "Céu da Boca"                                           | 2007 | Gilberto Gil | Duetos                                           | [ 90 ]  |
| "Namoro"                                                | 2007 | Ricardo Chaves | Ao Vivo em Salvador                              | [ 91 ]  |
| "Amor de Carnaval"                                      | 2007 | Ricardo Chaves | Ao Vivo em Salvador                              | [ 91 ]  |
| "Olvídame Tú"                                           | 2007 | Miguel Bosé | Papito                                           | [ 92 ]  |
| "Fácil"                                                 | 2007 | Jota Quest | Raridades                                        | [ 93 ]  |
| "O Vento"                                               | 2007 | Jota Quest | Raridades                                        | [ 93 ]  |
| "Gostava Tanto de Você" / "Você" / "Azul da Cor do Mar" | 2007 | Jota Quest | Raridades                                        | [ 93 ]  |
| "Enrosca"                                               | 2007 | Sandy & Junior | Acústico MTV                                     | [ 94 ]  |
| "Favo de Mel"                                           | 2008 | Trêm de Pouso | Trêm de Pouso ao Vivo                            | [ 95 ]  |
| "Biquini de Bolinha Amarelinha"                         | 2008 | Blitz | BLITZ - Ao Vivo e a Cores                        | [ 96 ]  |
| "Pai Nosso"                                             | 2008 | Babado Novo, Raimundo Fagner, Fafá de Belém, Simone, Chitãozinho & Xororó, Daniel, Guilherme & Santiago, Mauricio e Mauri, Banda Calypso, Eliana Bezerra, Toquinho e André Valadão | Tributo Das Estrelas Pelo Bem                    | [ 97 ]  |
| "Cristo Amigo"                                          | 2008 | Padre Marcelo Rossi | Paz Sim, Violência Não - Vol.1                   | [ 98 ]  |
| "Quadrilha"                                             | 2008 | Francis Hime | Álbum Musical 2                                  | [ 99 ]  |
| "Gotas de Ti"                                           | 2009 | Sergio Vallín | Bendito Entre Las Mujeres                        | [ 100 ] |
| "Olha"                                                  | 2009 | — | Elas Cantam Roberto Carlos                       | [ 101 ] |
| "Como É Grande O Meu Amor Por Você"                     | 2009 | Roberto Carlos, Paula Toller, Wanderléa, Daniela Mercury, Zizi Possi, Luiza Possi, Sandy, Nana Caymmi, Fafá de Belém, Fernanda Abreu, Adriana Calcanhotto, Mart'nália, Ana Carolina, Alcione, Marina Lima, Rosemary, Claudia Leitte, Celine Imbert, Hebe e Marília Pêra | Elas Cantam Roberto Carlos                       | [ 101 ] |
| "The Girl from Ipanema"                                 | 2009 | B. J. Thomas | Once I Loved                                     | [ 102 ] |
| "Natal Todo Dia"                                        | 2009 | Xuxa | Xuxa só para Baixinhos 9 - Natal Mágico          | [ 103 ] |
| "Então É Natal"                                         | 2009 | Xuxa | Xuxa só para Baixinhos 9 - Natal Mágico          | [ 103 ] |
| "Romaria"                                               | 2010 | Renato Teixeira | Um Barzinho, um Violão Sertanejo                 | [ 104 ] |
| "Teus Olhos"                                            | 2010 | Marcelo Camelo | Ti Ti Ti                                         | [ 105 ] |
| "Leva"                                                  | 2010 | Michael Sullivan | Duetos                                           | [ 106 ] |
| "Brega de Leila"                                        | 2010 | Zéu Britto | Saliva-me - Ao Vivo                              | [ 107 ] |
| "Flor do Reggae"                                        | 2010 | Maísa | Tudo Que Me Vem Na Cabeça                        | [ 108 ] |
| "Fazer o Que Ainda Não Foi Feito"                       | 2010 | Pedro Abrunhosa | Longe                                            | [ 109 ] |
| "Não Estou Sozinho"                                     | 2011 | Banda Dominus e Fábio de Melo | Banda Dominus                                    | [ 110 ] |
| "Chover Canivete"                                       | 2011 | Aviões do Forró | Ao Vivo em Salvador                              | [ 111 ] |
| "Olha"                                                  | 2011 | — | Morde & Assopra                                  | [ 112 ] |
| "Chevete de Menina"                                     | 2011 | Genival Lacerda | Genival & Convidados                             | [ 113 ] |
| "O Ciúme"                                               | 2011 | Geraldo Azevedo | Salve São Francisco                              | [ 114 ] |
| "Nenhum de Nós"                                         | 2011 | Tomate | Atitude                                          | [ 115 ] |
| "Chove Chuva (Rain Rains)"                              | 2011 | Sérgio Mendes | Celebration 50 anos                              | [ 116 ] |
| "Diana"                                                 | 2011 | Toninho Horta | Harmonia & Vozes                                 | [ 117 ] |
| "Eu Vou Te Levar pro Rio"                               | 2011 | — | Rio                                              | [ 118 ] |
| "O Circo Pega Fogo"                                     | 2011 | Luiza Possi | Seguir Cantando                                  | [ 119 ] |
| "Azul"                                                  | 2011 | Luiza Possi | Seguir Cantando                                  | [ 119 ] |
| "O Poder do Pretinho"                                   | 2012 | Thiaguinho | Ousadia & Alegria                                | [ 120 ] |
| "Mel pra Minha Dor"                                     | 2012 | Nelson Rufino | Minha Vida                                       | [ 121 ] |
| "Verdade" / "Uma Prova de Amor"                         | 2012 | Nelson Rufino | Minha Vida                                       | [ 121 ] |
| "Sá Marina"                                             | 2012 | — | MPB Z By Marco Mazzola, Vol. 2                   | [ 122 ] |
| "Nem Se Despediu de Mim"                                | 2012 | Luiz Gonzaga | Baião de Dois                                    | [ 123 ] |
| "Quero Você"                                            | 2012 | Toquinho | Quem Viver, Verá                                 | [ 124 ] |
| "Natal Todo Dia"                                        | 2012 | Xuxa | Show de Natal da Xuxa                            | [ 125 ] |
| "Real Fantasia"                                         | 2013 | — | Axé Bahia 2013                                   | [ 126 ] |
| "São João no Arraiá"                                    | 2013 | Marina Elali | Duetos                                           | [ 127 ] |
| "O Xote das Meninas"                                    | 2013 | Marina Elali e Elba Ramalho | Duetos                                           | [ 127 ] |
| "São João na Roça"                                      | 2013 | Marina Elali, Elba Ramalho, Tânia Mara, Chorão, Zezé Di Camargo & Luciano, Daniel Gonzaga, Aviões do Forró, Waldonys, Geraldo Azevedo, Quinteto Violado e Orquestra Criança Cidadã | Duetos                                           | [ 127 ] |
| "Caio no Suingue"                                       | 2013 | Monobloco | Arrastão da Alegria                              | [ 128 ] |
| "União"                                                 | 2013 | Saulo Fernandes | Saulo ao Vivo                                    | [ 129 ] |
| "Comando"                                               | 2013 | Harmonia do Samba | Harmonia 20 anos                                 | [ 130 ] |
| "O Amor e o Poder"                                      | 2013 | — | Um Barzinho, um Violão - Novelas Anos 80, Vol. 1 | [ 131 ] |
| "Le cose che vivi / Tudo o Que Eu Vivo"                 | 2013 | Laura Pausini | 20 - The Greatest Hits                           | [ 132 ] |
| "Amor em Paz"                                           | 2013 | — | Amor à Vida                                      | [ 133 ] |
| "A Galinha D'Angola"                                    | 2013 | Buraka Som Sistema | A Arca de Noé                                    | [ 134 ] |
| "Deixa Chover"                                          | 2014 | — | Um Barzinho, um Violão - Novelas Anos 80, Vol. 2 | [ 135 ] |
| "Babado, Confusão e Gritaria"                           | 2014 | Ludmillah Anjos | Babado Confusão e Gritaria                       | [ 136 ] |
| "Monsieur Samba\faj"                                    | 2014 | — | Festa Brasil                                     | [ 137 ] |
| "Linda Rosa"                                            | 2014 | Belo | Mistério                                         | [ 138 ] |
| "Sangrando"                                             | 2014 | Gonzaguinha | Presente                                         | [ 139 ] |
| "Obediente"                                             | 2014 | — | Axé Bahia 2015                                   | [ 140 ] |
| "Deus Te Fez Mulher"                                    | 2015 | Pérola | Mais de Mim                                      | [ 141 ] |
| "Beijo de Hortelã"                                      | 2015 | Liah Soares | Ao Vivo no Theatro da Paz                        | [ 142 ] |
| "Adeus Bye Bye"                                         | 2015 | — | Axé Bahia 2016                                   | [ 143 ] |
| "Lambada Malícia"                                       | 2015 | Carla Cristina | Como Por Encanto                                 | [ 144 ] |
| "Natiruts Reggae Power"                                 | 2015 | Natiruts | Natiruts Reggae Brasil                           | [ 145 ] |
| "Não Chore Mais (No Woman No Cry)"                      | 2015 | Natiruts e Gilberto Gil | Natiruts Reggae Brasil                           | [ 145 ] |
| "Estar com Você"                                        | 2016 | Ponto de Equilíbrio | Essa é a Nossa Música                            | [ 146 ] |
| "O Melhor pra Mim"                                      | 2016 | — | Êta Mundo Bom! Volume 2                          | [ 147 ] |
| "Sangrando"                                             | 2016 | Gonzaguinha | Gonzaguinha Presente - Duetos                    | [ 148 ] |
| "Tudo Nosso"                                            | 2016 | Jamz | Mistério                                         | [ 149 ] |
| "Mal Acostumado"                                        | 2016 | Eduardo Costa e Leonardo | Cabaré Night Club                                | [ 150 ] |
| "Estaca Zero"                                           | 2016 | Luan Santana | 1977                                             | [ 151 ] |
| "Ivete do Rio ao Rio"                                   | 2017 | Acadêmicos do Grande Rio | Sambas de Enredo 2017                            | [ 152 ] |
| "Cadê Você?"                                            | 2017 | — | Axé Bahia 2017                                   | [ 153 ] |
| "A Mais Pedida"                                         | 2017 | Raimundos | Raimundos Acústico                               | [ 154 ] |
| "Baculejo"                                              | 2017 | Raimundos | Raimundos Acústico                               | [ 154 ] |
| "Corda Bamba"                                           | 2018 | Iza | Dona de Mim                                      | [ 155 ] |
| "Eu Nasci Há 10 Mil Anos Atrás"                         | 2018 | — | O Tempo não Para                                 | [ 156 ] |